# 扎里奇内 (瓦拉什区)
51°49′32″N 26°8′34″E / 51.82556°N 26.14278°E

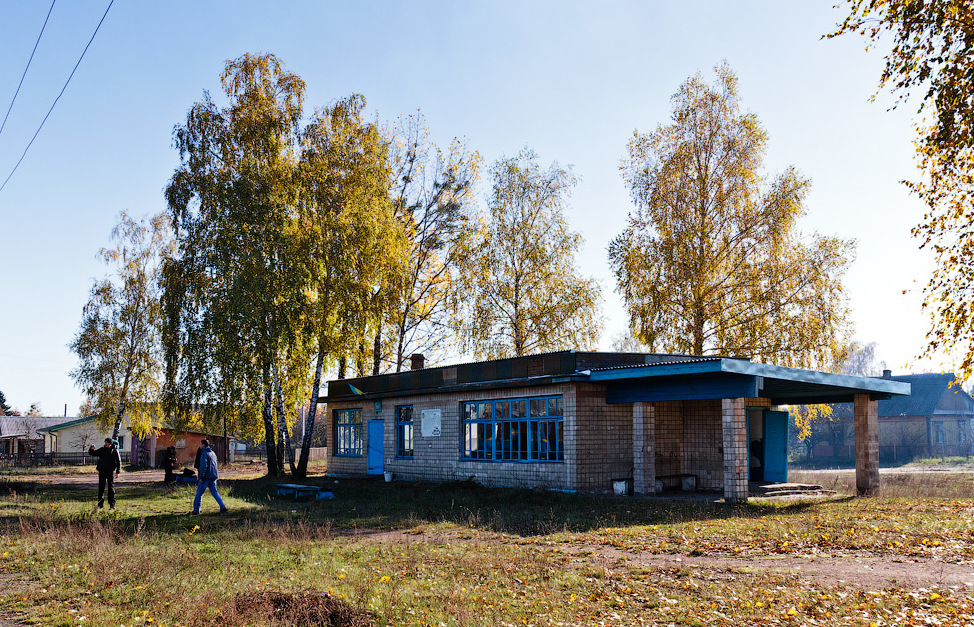
窄轨铁路火车站

扎里奇內（羅馬化：Zarichne），又按俄语名译为扎列奇诺耶，是烏克蘭西北部羅夫諾州瓦拉什区扎里奇内市镇内的鎮及其行政中心。始建於1840年，面積7.5平方公里，海拔高度161米，2025年人口6,567，人口密度每平方公里875.6人。

## 備註
1. ↑  俄語：